# Henri Giel
Henri (Han) Giel (Amsterdam, 2 juli 1892 – Den Haag, 11 maart 1981) was een bankier en van 1945 tot 1947 president van de Nederlandsche Handel-Maatschappij in Nederlands-Indië. (Ridder in de orde van de Nederlandsche Leeuw.)
Op 29 november 1913 trad Giel in dienst van de NHM en was onder andere gestationeerd te Singapore, Calcutta en Shanghai. Tijdens de Tweede Wereldoorlog zat hij gevangen in de Soekamiskin gevangenis, maar werd al gauw vrijgelaten met de opdracht de Factorij te liquideren en over te dragen aan de Japanse Yokohama Bank. Na zijn werkzaamheden werd hij naar kamp Tjimahi gebracht Daar verbleef hij tot 1945.
Henri Giel was getrouwd met Bertha (Bé) James, dochter van oud-resident Karel A. James.